# رون ستيوارت (لاعب اتحاد الرغبي)
رون ستيوارت (بالإنجليزية: Ron Stewart)‏ هو لاعب اتحاد الرغبي نيوزيلندي، ولد في 12 يناير 1904 في إقليم سوثلاند في نيوزيلندا، وتوفي في 15 ديسمبر 1982 في كوينزتاون في نيوزيلندا.

## وصلات خارجية
- رون ستيوارت عل موقع إسبنسكروم (الإنجليزية)